# حيدر أباد علي مرداني
حيدر أباد علي مرداني هي قرية في مقاطعة سميرم، إيران. عدد سكان هذه القرية هو 848 في سنة 2006.